# Gezielte Krebstherapie

Zusammenfassung der zielgerichteten Therapie. Patienten und ihre Krankheiten werden profiliert, um die wirksamste Behandlung für ihren individuellen Fall zu ermitteln.

Der Begriff gezielte Krebstherapie (engl. targeted therapy) bezeichnet, in Abgrenzung zur klassischen Chemotherapie mit Zytostatika, die Behandlung von Krebserkrankungen mit verschiedenen neuartigen Arzneistoffen, die bestimmte biologische und zytologische Eigenarten des Krebsgewebes ausnutzen. Dazu gehören zum Beispiel gentechnisch hergestellte monoklonale Antikörper (Namensendung '-mab') oder sogenannte small molecules (Namensendung '-mib' oder '-nib'). Da diese Merkmale auf gesunden Zellen meist kaum oder gar nicht vorkommen, soll die gezielte Krebstherapie verträglicher und wirksamer sein. In der Regel werden die neuartigen Substanzen mit den konventionellen Therapiemethoden (Chirurgie, Chemo- und Strahlentherapie) kombiniert. Ein Teil der Wirkstoffe beziehungsweise Therapieansätze, wie beispielsweise monoklonale Antikörper, fällt in den Bereich der Krebsimmuntherapie, die eine Form der gezielten Krebstherapie darstellt.

## Rezeptorbasierte Therapie
Manche Krebszellen tragen auf der Oberfläche ihrer Zellmembran einzigartige Strukturen, wie Rezeptoren und andere Membranproteine, welche sie von anderen Körperzellen unterscheiden. Mit der Entwicklung des monoklonalen Antikörpers Rituximab gelang 1997 erstmals der Beweis für die Wirksamkeit einer solchen Therapie. Heute ist eine Vielzahl monoklonaler Antikörper wie z. B. Trastuzumab, Cetuximab und Bevacizumab für die gezielte Krebstherapie verschiedenster Tumoren zugelassen und viele weitere befinden sich in der Entwicklung.

## Störung von Stoffwechselwegen
Mit einer neuen Klasse von Medikamenten, den sogenannten small molecules gelingt es, gezielt in den Stoffwechsel von Krebszellen einzugreifen und diese damit am Wachstum zu hindern:
- Tyrosinkinase-Inhibitoren wie z. B. Imatinib, Gefitinib, Erlotinib oder Pazopanib blockieren die Übertragung von Wachstumssignalen zum Zellkern und kommen bei einer Reihe von  Krebserkrankungen zum Einsatz.
- Bortezomib ist ein Proteasom-Inhibitor, der in der Behandlung des Multiplen Myeloms eingesetzt wird. Er führt in Krebszellen zum programmierten Zelltod (siehe unten).
- Immucillin-H ist ein Inhibitor der Purin-Nukleosid-Phosphorylase (PNP) und wird derzeit in der Therapie von Akuten lymphatischen Leukämien klinischen Tests unterzogen.

## Hemmung der Gefäßneubildung (Antiangiogenese)
Die Neubildung von Blutgefäßen (Angiogenese) kommt im gesunden Körper eher selten vor – ein wachsender Tumor benötigt jedoch Sauerstoff und Nährstoffe; er regt daher das umgebende Gewebe mit Botenstoffen wie dem Wachstumsfaktor VEGF (Vascular Endothelial Growth Factor) zur Gefäßneubildung an.
Ein Medikament gegen VEGF konnte mit dem monoklonalen Antikörper Bevacizumab entwickelt werden, der gegen Darmkrebs, Brustkrebs, Lungenkrebs und Nierenkrebs wirksam ist.

## Anregung zum programmierten Zelltod (Apoptose)
Durch bestimmte Wirkstoffe oder das Einbringen von Genen könnte in den Krebszellen der programmierte Zelltod (Apoptose) ausgelöst werden. Ein Ansatz ist das Einbringen des sogenannten „Selbstmordrezeptors“ TRAIL in die Krebszellen, wobei bisher noch keine effektive Methode für diesen Gentransfer zur Verfügung steht.

## Bekämpfung der Krebsstammzellen
Für die Wiederkehr einer Krebserkrankung nach scheinbarer Heilung, das sogenannte Rezidiv, werden nach neueren Theorien sogenannte Krebsstammzellen verantwortlich gemacht. Bei einigen Krebsarten, bzw. bei Hämoblastosen, etwa der Chronisch Myeloischen Leukämie (CML), ist es gelungen, diese Stammzellen zu identifizieren. Damit stehen neue Ziele für die Krebstherapie zur Verfügung; entsprechende Therapiekonzepte befinden sich jedoch noch in einer frühen Phase der Erforschung.